# Boutonia
Boutonia, monotipični biljni rod iz porodice primogovki smješten u tribus Barlerieae, dio potporodice Acanthoideae. jedina vrsta je B. cuspidata madagaskarski endem.. Opisan je u Bibliotheque Universelle de Genève, n.s. 17: 134. 1838.